# Olià

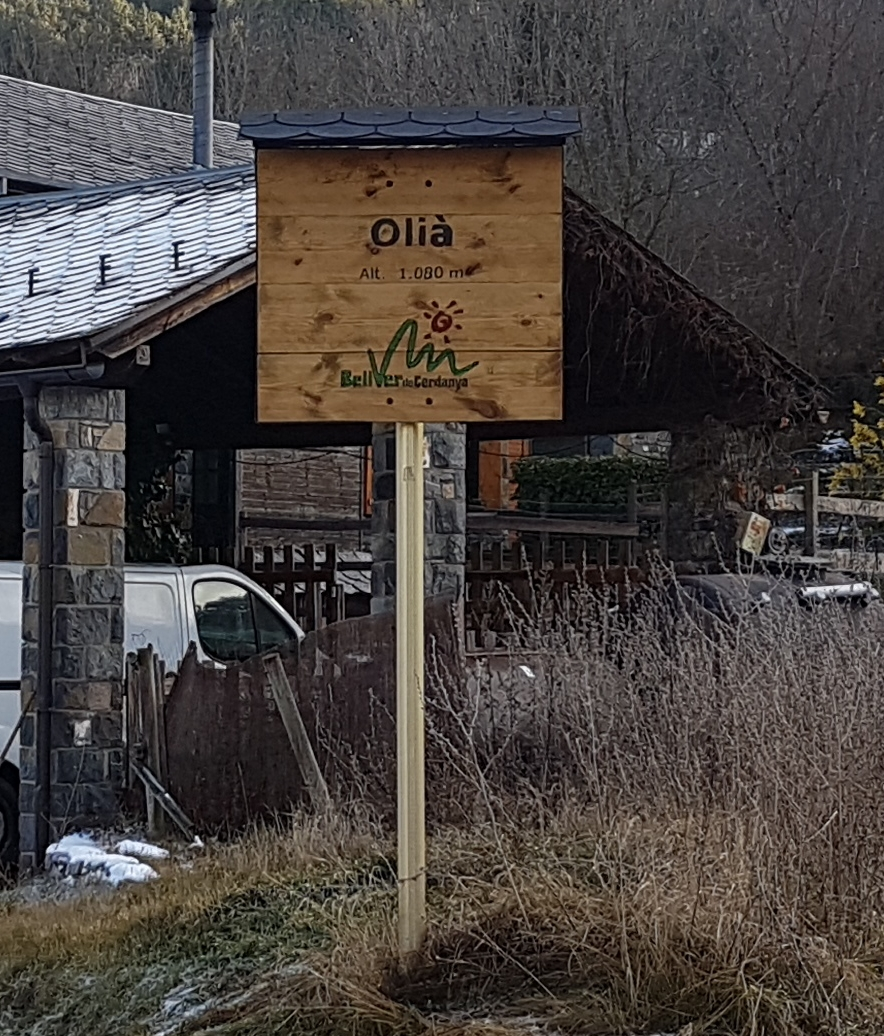
Ingresso ad Olià

Olià è un villaggio situato nel comune di Bellver de Cerdanya in Catalogna. È situato a 1080 m di altezza.
Si trova nella comarca di Cerdanya, che fa parte della provincia di Lleida.
Olià celebra la sua festa principale la terza domenica di ottobre.
Nel 2018 contava 14 abitanti.
Poiché non ha una chiesa, la gente del paese dipende dalla chiesa di Santa Eugènia de Nerellà.